# Liegenbelassung
Als Liegenbelassung wird in der Zwangsversteigerung eine Vereinbarung bezeichnet, die zwischen dem Grundpfandrechtsgläubiger und dem Ersteher geschlossen wird. Dabei sind sich Grundpfandrechtsgläubiger und Ersteher darüber einig, dass ein an sich nach § 91 Abs. 1 ZVG erlöschendes Grundpfandrecht auch nach dem Zuschlag gemäß § 91 Abs. 2 ZVG weiter bestehen soll.
Hierzu wird gegenüber dem Gericht von den Berechtigten (also Ersteher und Grundpfandrechtinhaber) das Bestehenbleiben erklärt. Diese Erklärung kann persönlich erfolgen oder mittels einer notariellen Urkunde.
Zweck davon ist es, dass der Ersteher dieses Grundpfandrecht selbst erneut zur Finanzierung verwenden kann. Somit spart sich der Ersteher die Kosten für die Grundbucheintragung eines neuen Grundpfandrechtes sowie auch die Kosten eines Notars für dessen Bestellung.
Beispielsweise ist im Grundbuch eine nachrangige Grundschuld eingetragen, die bei der Zwangsversteigerung erlöschen würde. Ersteher und Grundpfandrechtsgläubiger (oft Banken) einigen sich dahingehend, dass die Grundschuld auch nach der Versteigerung bestehen bleiben soll.